# 2007年7月臺灣
| << | 2007年7月 （民國96年） | >> |    |    |    |    |
| \| 日 \| 一 \| 二 \| 三 \| 四 \| 五 \| 六 \| \| 1 \| 2 \| 3 \| 4 \| 5 \| 6 \| 7 \| \| 8 \| 9 \| 10 \| 11 \| 12 \| 13 \| 14 \| \| 15 \| 16 \| 17 \| 18 \| 19 \| 20 \| 21 \| \| 22 \| 23 \| 24 \| 25 \| 26 \| 27 \| 28 \| \| 29 \| 30 \| 31 \| \| \| \| \| \| \| \| \| \| \| \| \| |                        |    |    |    |    |    |
| 臺灣新聞動態／維基新聞 |                        |    |    |    |    |    |
| 世界／中国大陆／臺灣 |                        |    |    |    |    |    |
| 日 | 一                     | 二 | 三 | 四 | 五 | 六 |
| 1 | 2                      | 3  | 4  | 5  | 6  | 7  |
| 8 | 9                      | 10 | 11 | 12 | 13 | 14 |
| 15 | 16                     | 17 | 18 | 19 | 20 | 21 |
| 22 | 23                     | 24 | 25 | 26 | 27 | 28 |
| 29 | 30                     | 31 |    |    |    |    |
| |                        |    |    |    |    |    |

## 2007年7月
- 7月4日，貓空纜車於下午兩點正式營運，不過上午試乘時在貓空站發生兩座車廂碰撞意外，造成纜車系統一度停擺；下午則因為乘客上車時車廂過度搖晃，造成纜車系統又停擺一段時間後才恢復正常。[1]
- 7月4日，行政院宣佈撤銷NCC核准中廣股權移轉及變更負責人的行政處分，並將部分委員函送檢方偵辦；NCC則表示將提出釋憲。
- 7月8日，旅美棒球選手胡金龍參加明日之星對抗賽，以兩打數兩安打、2分打點及1次盜壘成功的表現獲得最有價值球員獎（MVP），為首位獲得此項榮譽的台灣球員。
- 7月14日，旅美棒球選手王建民先發出戰坦帕灣魔鬼魚，主投6局，被擊出7支安打失3分，投出6次三振、1次觸身球，率領洋基以6:4擊敗魔鬼魚，獲得個人本季第十勝。

- 7月16日，中華民國九十六年罪犯減刑條例正式生效，施行首日全國各監所共計有9,597名受刑人獲得釋放。
- 7月20日，立法院臨時會結束，歷經十餘年規劃的《國民年金法》三讀通過，象徵台灣社會安全體系全面建構完成，國民年金預計於2008年10月1日正式開辦。同日《遊說法》亦三讀通過，使台灣成為全球第三個立法規範遊說行為的國家。
- 7月21日，台北市於中午12時51分測得38.6℃高溫，追平1921年7月31日的七月最高溫紀錄，同時也是台北市百年來第三高溫紀錄。
- 7月21日，貓空纜車發生營運以來最嚴重非天候因素故障事件，共計有57個車廂、323名乘客困在半空中長達兩小時。
- 7月21日，台北市大佳河濱公園舉行的萬人崇BIKE活動，以1901台自行車，在3.2公里內的不間斷地遊行，成功刷新由荷蘭在2006年以641台創下的金氏世界紀錄。維基新聞
- 7月23日，植物病理與微生物學系副教授謝煥儒於台北市馬場町河濱公園遭甫減刑出獄的煙毒前科犯楊振堂毆打後送醫不治，為全國大減刑後最嚴重的更生人犯罪案件。
- 7月23日，花蓮外海晚間9時40分發生規模6.0的有感地震，全台各地均能感受到震動，但未有任何災害傳出。
- 7月27日，周政保嗆聲影帶事件經地檢署偵查終結，依恐嚇危害安全罪求處持槍嗆聲的周政保有期徒刑兩年，前TVBS記者史鎮康、張裕坤有期徒刑一年，其餘TVBS管理階層皆獲不起訴處分。
- 7月28日，台灣發現第一顆由台灣發現的彗星，編號C/2007 N3，命名為「鹿林彗星」。[2]
- 7月28日，東德末任總理德梅基耶昨日抵台訪問，參與「轉型正義經驗比較國際研討會」。並建議台灣應把討回的黨產，用在社福、醫療與教育，將更受支持。[3]
- 7月29日，國民黨總統參選人馬英九在出席北市「藍天再現」後援會造勢活動時誤用「罄竹難書」形容八年市政政績。[4]
- 7月31日，經濟部宣布台灣中油公司在8月14日之前不會調漲油價，浮動油價機制將進行通盤檢討。台塑石化亦宣布暫不調整油價。